# Fannia morosa
Fannia morosa är en tvåvingeart som först beskrevs av Wulp 1896.  Fannia morosa ingår i släktet Fannia och familjen takdansflugor. Inga underarter finns listade i Catalogue of Life.